# Laguna de Contreras (kommunhuvudort)
Laguna de Contreras är en kommunhuvudort i Spanien.   Den ligger i provinsen Provincia de Segovia och regionen Kastilien och Leon, i den centrala delen av landet, 120 km norr om huvudstaden Madrid. Laguna de Contreras ligger 800 meter över havet och antalet invånare är 154.
Terrängen runt Laguna de Contreras är huvudsakligen platt, men åt sydost är den kuperad. Laguna de Contreras ligger nere i en dal. Runt Laguna de Contreras är det mycket glesbefolkat, med 4 invånare per kvadratkilometer. Närmaste större samhälle är Peñafiel, 13,8 km nordväst om Laguna de Contreras. Trakten runt Laguna de Contreras består till största delen av jordbruksmark.